# Гольденберг, Шимон Рафаилович
Шимон Рафаилович Гольденберг (1910—1941) — советский еврейский поэт и прозаик. Писал на идише и на иврите.

## Биография
Шимон Гольденберг родился 17 февраля 1910 года в местечке Купель Староконстантиновского уезда Волынской губернии (ныне Хмельницкая область Украины) в семье ремесленника. В возрасте 12 лет стал увлекаться литературой, писал на иврите. Уже с 14 лет стал давать уроки иврита в богатых семьях. Некоторое время был членом нелегальной сионистской организации. В 1927 году поступил в еврейский педагогический техникум в Одессе. Во время учёбы в техникуме написал свои первые стихи на идише. Состоял в литературной группе под руководством А. Воробейчика. Стихи Гольденберга печатались в газетах «Одесер арбетер», «Бердичевер арбетер», в харьковской «Дер штерн», в минской «Октябер». После окончания в 1930 году Одесского учительского института устроился на работу учителем в Балте. В 1931 году переехал в Харьков.
В 1932 году увидел свет его первый сборник стихов «Ин умру гебойрене» («В тревогу рождённые»). В 1936 году вышел сборник «Лидер ун баладес» («Стихи и баллады»). В 1938 году издана его книга «Геймланд» («Родина»). В журнале «Форпост» была напечатана его статья «И. Л. Перец». Состоял в Союзе писателей.
Перед войной жил в Киеве, работал в центральной республиканской еврейской библиотеке им. М. Винчевского. После начала Великой Отечественной войны ушёл добровольцем на фронт. Служил в 42-м Отдельном полку связи. Участвовал в боях в районе Прилук, Нежина, Лубен. Погиб осенью 1941 года.
Писатель Матвей Талалаевский так отзывался о Шимоне Гольденберге:
Мотив преданности своей родной Отчизне звучит во многих произведениях поэта. Писатель-патриот, он знает своё место в строю.